# Zingulotomie
Die Zingulotomie (auch Cingulotomie) ist eine radikale Operation im menschlichen Gehirn, bei der der Gyrus cinguli (das Cingulum) durch einen elektrokaustischen Schnitt permanent durchtrennt wird. Als Folge der Operation ist das Cingulum dauerhaft durchtrennt, was die Psyche des Patienten irreversibel verändert.
Diese Operation gilt als Mittel letzter Wahl (Ultima Ratio) zur Behandlung schwerster psychischer Erkrankungen, die durch neuronale Defekte verursacht sind. Am häufigsten wird bei Vorhandensein des OCD-Syndroms (obsessive-compulsive disorder) operiert.
Die neuesten Verfahren kommen ohne Öffnung des Schädels (Trepanation) aus, stattdessen werden gezielte radiologische Strahlungen wie z. B. das Gamma-Messer benutzt, um gezielt Hirngewebe durchtrennen zu können.
Zwangserkrankungen sind die Hauptindikation, daneben affektive Erkrankungen, wie generalisierte Angststörung, Depressionen und chronische Schmerzsyndrome.
Wird die Zingulotomie mit einer ventral gelegenen Läsion, die einer subkaudalen Traktotomie gleicht, kombiniert, so spricht man von einer limbischen Leukotomie.